# Cyanea giffardii
Cyanea giffardii was een plant die endemisch was op het eiland Hawaï in de Hawaïaanse archipel, waar hij voorkwam in het district Puna in de buurt van Glenwood op hoogtes tussen de 600 en 750 m in vochtige bossen op lichtglooiende hellingen op vulkaangrond.
Het was een op een palm gelijkende, 5-10 m hoge boom met één, aan de basis 15 cm brede stam. De schors was glad, grijsachtig groen en bedekt met littekens van afgevallen bladeren. De bladstelen waren 3,5-6,5 cm lang. De bladeren waren langwerpig, aan de basis afgerond, spits toelopend, dun, 50-60 cm lang en 12–15 cm breed. De bladranden waren gegolfd en fijn getand. Aan de bovenkant waren de bladeren donkergroen, glad en glanzend en aan de onderkant waren de bladeren bleek, dof en behaard, vooral bij de nerven. De middennerf was stevig en uitspringend net als de zijnerven die boogvormig door het blad liepen.
De bloeiwijzes hingen aan bladokselstandige, 10-16 cm lange, circa 1 cm dikke stelen onder de bladeren. De bloeiwijze had 1,5-3 cm lange, 0,3-0,5 cm brede, ronde schutbladeren en bestond uit vijf tot tien bloemen. De individuele bloemen hadden 2-3 mm lange bloemsteeltjes en waren gekromd, zwartpaars en 8 cm lang.. De bloemen werden waarschijnlijk bestoven door nectaretende vogels die ook de zaden zouden kunnen hebben verspreid. De vruchten waren bolvormige, 2,5 cm grote bessen die vele zaden bevatten.
De plant was slechts bekend van één locatie in de buurt van Glenwood waar de plant in 1917 door Joseph Rock werd aangetroffen. Veel van het bos in die buurt is vernietigd voor landbouwtoepassingen, stedelijke ontwikkeling en het omzetten van bos. Varkens hebben veel oerbos vernietigd en tevens hebben ratten, slakken en invasieve plantensoorten bijgedragen aan het verdwijnen van deze soort. Biologen hebben de omgeving intensief onderzocht maar de soort werd nooit meer aangetroffen.
Engelse namen zijn Giffard’s cyanea en Kilauea Mauna cyanea.